# Agfacolor

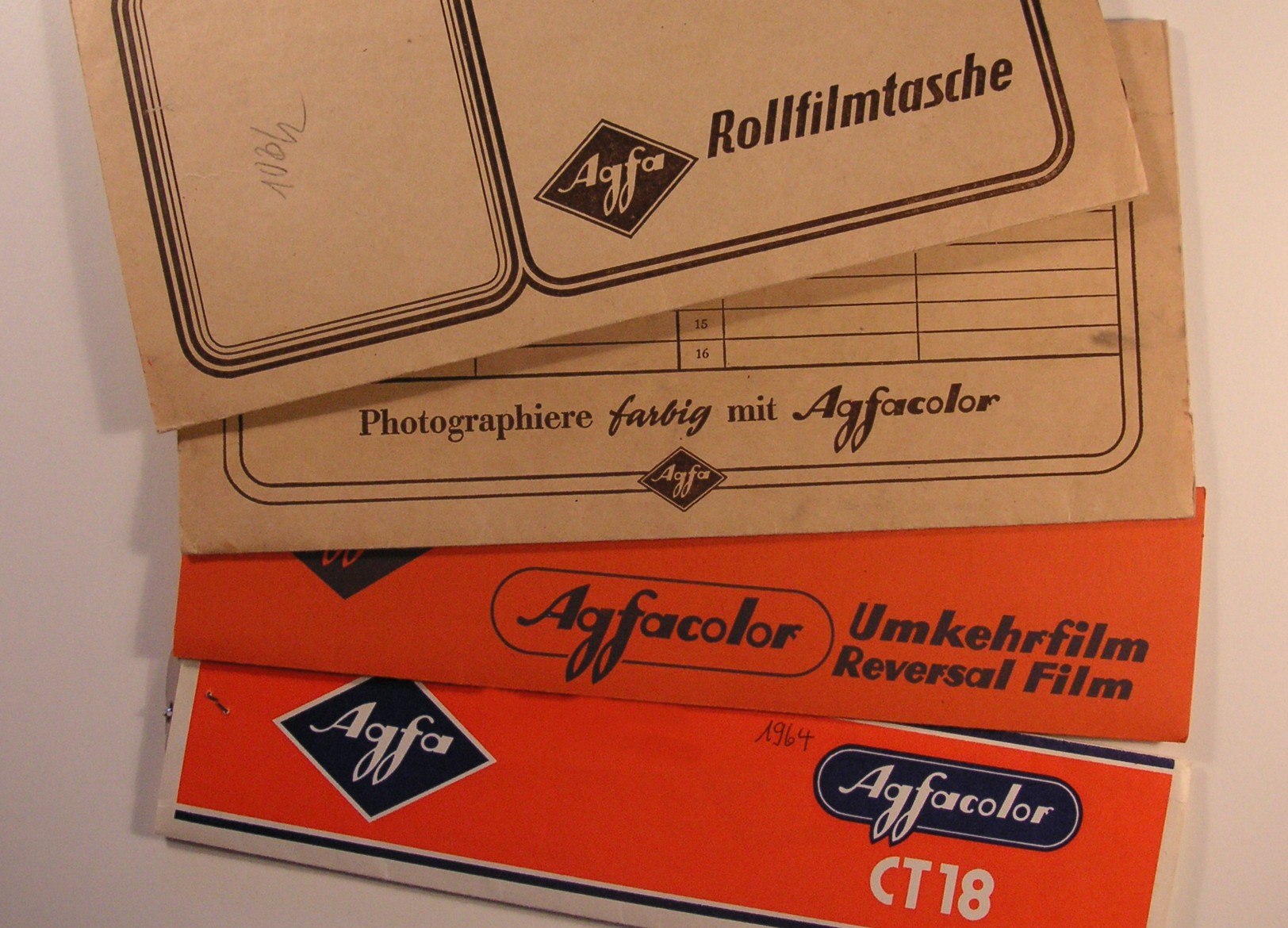
Agfacolor filmfickor 1952-1965

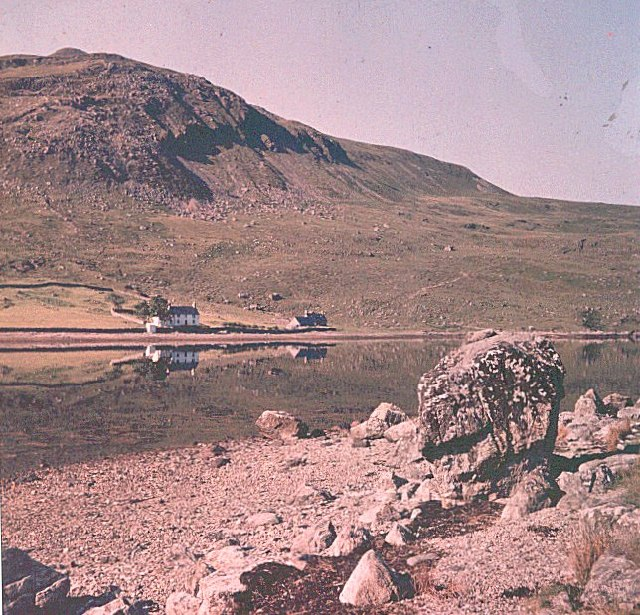
Bild från 1933 tagen med Agfacolor.

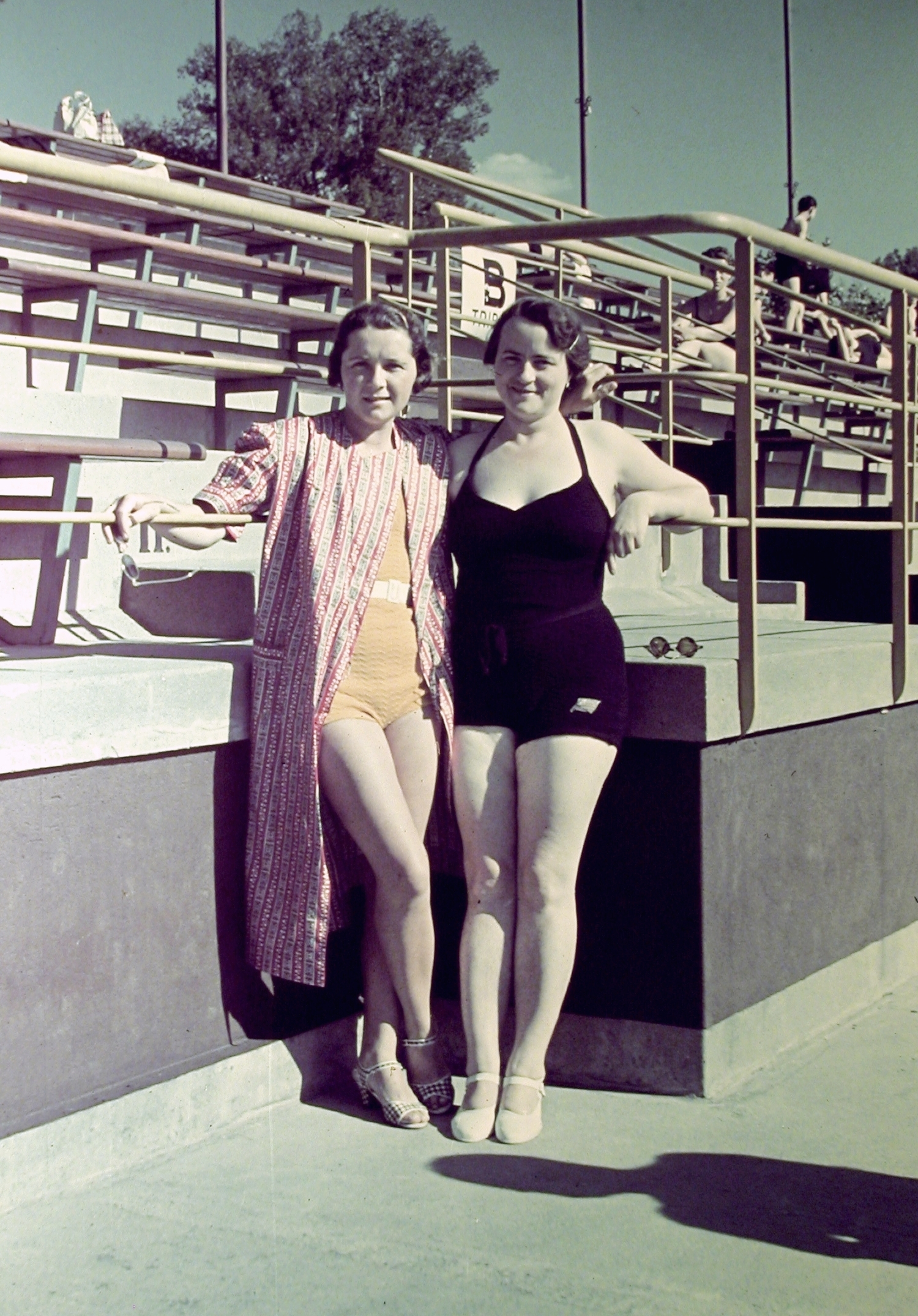
Agfacolor, Ungern 1938

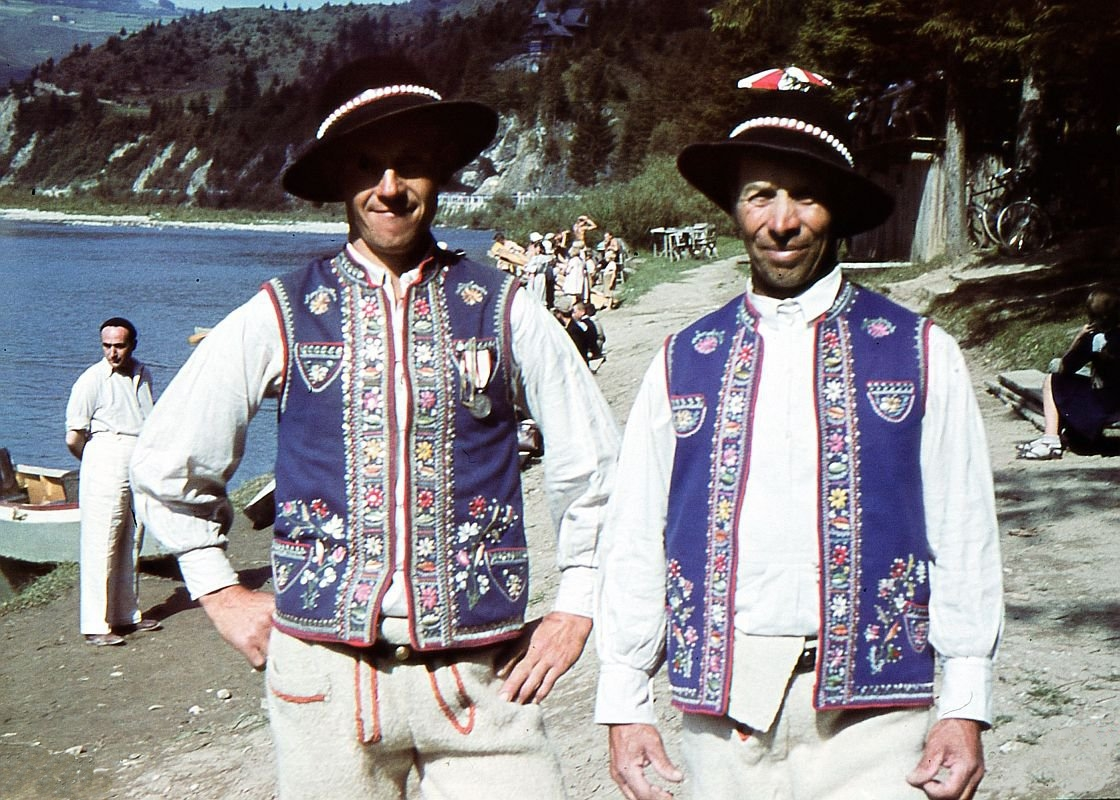
Agfacolor, Polen, 1939

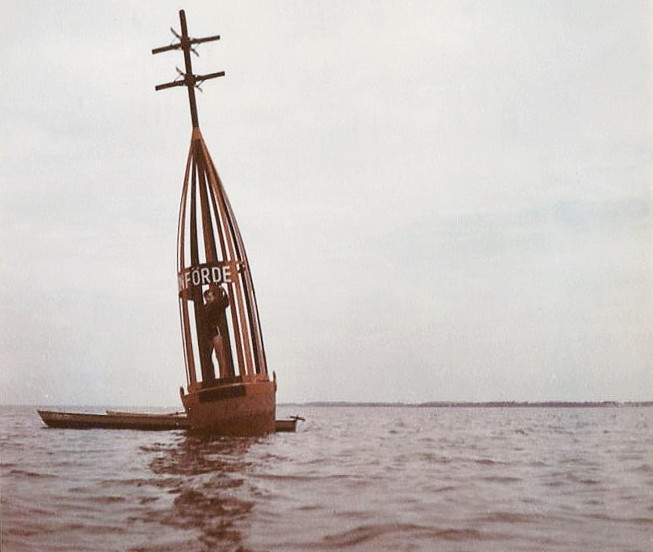
Tidigt färgfoto på Agfacolor Negativfilm L NT, Eckernförder Bucht sommaren 1952.

Agfacolor och Agfachrome var varunamnen på tyska Agfas färgfilmer. Det var den första moderna färgfilmen som arbetade med tre färgskikt (blå, grön och röd). 

## Historia

### Agfacolor före 1945
Agfacolor utvecklades i vid Filmfabrik Wolfen i Wolfen där Agfa sedan 1909 hade en filmfabrik. Namnet Agfacolor användes 1932 för första gången för en färgfilm som hade framställds efter autochromemetoden. Filmmaterialet var grovkornigt och hade långa exponeringstider. År 1936 kom efterföljaren, Agfacolor Neu. Detta var den första moderna färgfilmen som arbetade med tre färgskikt (blå, grön och röd). En metod som fortfarande används idag. Metoden utvecklades av Gustav Wilmanns och Wilhelm Schneider.
De första filmerna fanns bara som diapositivfilm i handeln och ljuskänsligheten var så låg som 7o DIN (4 ASA), 1938 ökades känsligheten till 13o DIN (16 ASA). Den första långfilm i färg enligt Agfacolors system som visas i Sverige hade premiär på biografen Spegeln, Stockholm  
den 22 mars 1943. Filmen hette Den gyllene staden, var regisserad av Veit Harlan och producerad av UFA i Tyskland. I huvudrollen återfanns Harlans fru, den svenska skådespelerskan Kristina Söderbaum.
År 1942 presenterades Agfacolor-negativfilmen och Agfacolor-fotopappret, det var dock bara tillgängligt för militära användningsområden och för propagandaändamål, materialet kom först 1947 i handeln. Beträffande framkallning och förstorning var Agfas material inte kompatibelt med konkurrenten Kodaks Kodachrome.

### Agfacolor biograffilm
I början av 1940-talet användes även Agfacolor i biograffilmer, Hitlertyskland ville visa att man kunde konkurrera med USA:s tidiga färgfilmer och kassaschlager som Robin Hood och Borta med vinden. Den första tyska långfilmen i färg var Frauen sind doch bessere Diplomaten, som producerades 1939–1941.

### Agfacolor efter 1945
20 april 1945 intogs Agfacolor-fabriken i Wolfen av amerikanska trupper. Amerikanerna tog med sig viktiga dokument som patentskrifter, recept, företagsakter och forskningsdagböcker. Dessa kunskaper överlämnade man till den amerikanska fotokemiska industrin. Några år senare började Kodak att sälja färgfilm baserad på processen utvecklad av Agfa. Under sommaren 1945 övertogs fabriken av den sovjetiska ockupationsmakten då den låg i deras ockupationszon.  Under andra världskriget beslagtog Sovjetunionen Agfacolor-råfilm och detta blev grunden för sovjetiska Sovcolor som användes i Sovjetunionen och övriga östblocket. Sovjetunionen demonterade även delar av fabriken för att starta fotoframkallning i Ukraina. 
Efter kriget förföll alla patent för Agfacolor-processen och många andra producenter framställde film och fotopapper efter Agfas princip, däribland Adox, Fujifilm, Gevaert (senare del av Agfa), Valca och även i Sovjetunionen. I DDR producerades materialet mellan 1954 och 1964 av VEB Filmfabrik Agfa Wolfen. Östtyska Agfa blev 1964 ORWO (Original Wolfen) sedan man förlorat rätten till namnet gentemot västtyska Agfa. 
Under många år var diafilmen Agfacolor CT 18 en av företagets stora försäljningsframgångar i in- och utlandet.
På 1980-talet ställde Agfa om på Kodak-kemin och samtidigt infördes varunamnet Agfachrome. Nu kunde även Agfas negativ- och diafilmer framkallas i samma process som Kodaks material; detta blev en viktig förenkling för konsumenten och handeln.
Varumärket Agfacolor bestod till år 2005, när företaget anmälde konkurs. De sista av Agfa producerade produkterna var Agfacolor Vista, Optima, Portrait, Professional  och Prestige, som alla fick mycket goda betyg i fackpressen.